# أورورا كارلسون
أورورا كارلسون (بالإنجليزية: Aurora Carlson)‏ هي مقدمة تلفزيونية بريطانية، ولدت في 2 سبتمبر 1987 في لندن في المملكة المتحدة.